# GAZ-3351

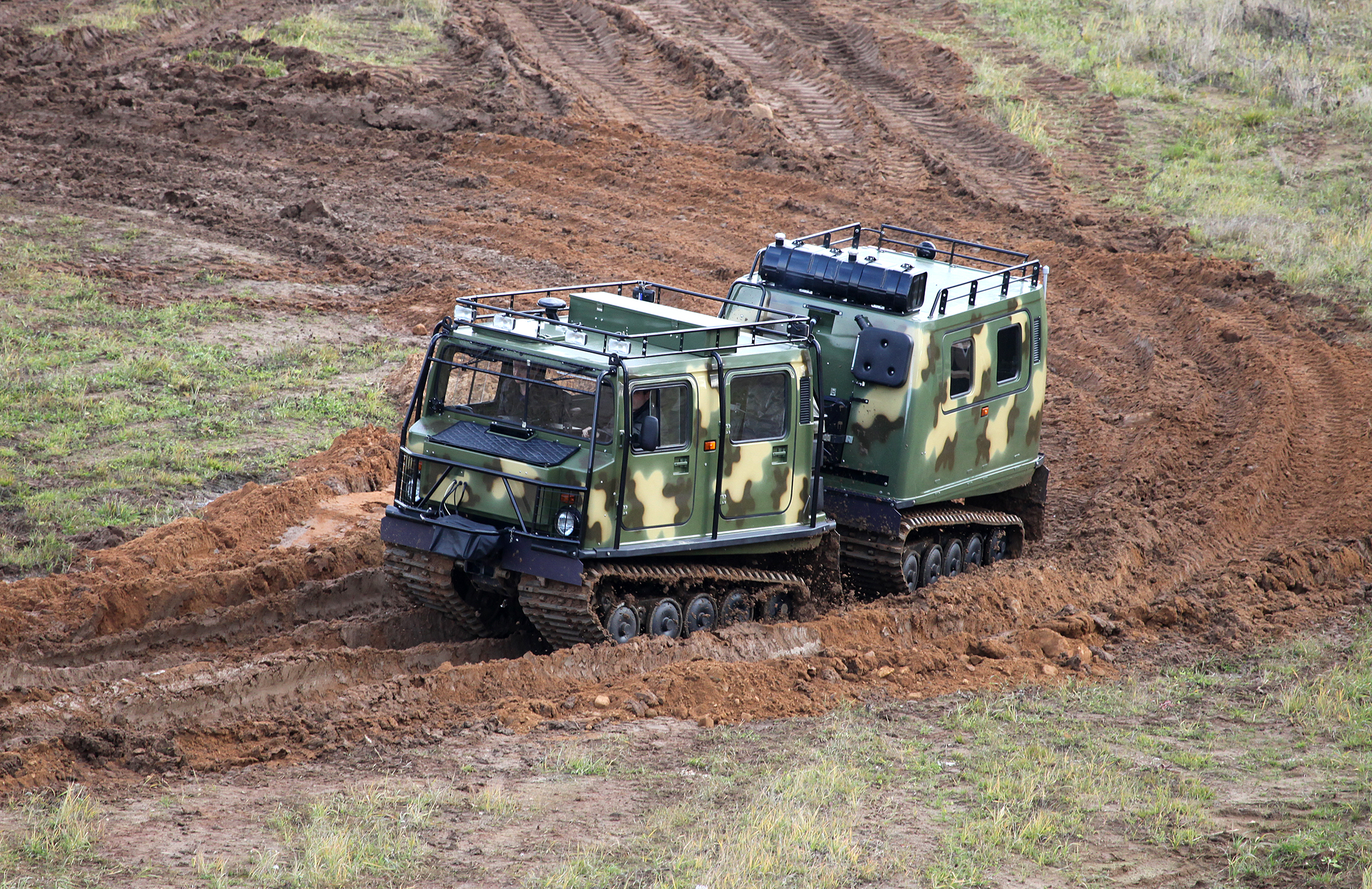
GAZ-3351

GAZ-3351 là một xe kéo bánh xích quân sự của Liên bang Nga, chuyên nhiệm vụ vận tải trên địa hình không thuận lợi như môi trường tuyết và đầm lầy. Phương tiện này bắt đầu phục vụ trong Quân đội Nga từ năm 2012.
Đây thực chất là một phiên bản của xe hai thân Bandvagn 206 của Thụy Điển mà công ty chế tạo ở Thụy Điển là Hägglunds đã cấp giấy phép sản xuất tại Nga cho Tập đoàn GAZ. Thân trước thực chất là một đầu kéo bánh xích. Thân sau được cấu hình tùy theo mục đích sử dụng khác nhau, từ chở quân tới chở hàng và gắn các vũ khí quân sự. Xe được GAZ sản xuất tại nhà máy sản xuất máy kéo Zavolzhsky, sử dụng động cơ turbo diesel 16 xi lanh Steyr M16 và hộp số tự động Allison, có mức độ nội địa hóa 60-65% (năm 2019).
Quân đội Nga trang bị những xe GAZ-3351 cho các lữ đoàn Bắc Cực của mình.